# アレクサンドラ・マリーニナ
アレクサンドラ・マリーニナ（ロシア語: Александра Маринина, ラテン文字転写: Aleksandra Marinina アリクサーンドラ・マリーニナ、1957年7月16日 - ）は、ロシアの推理作家。
ウクライナ・リヴォフ（リヴィウ）で生まれ、サンクトペテルブルクで育つ。モスクワ大学法学部卒業後、ソ連内務省アカデミーで犯罪心理学などの研究に従事。
1993年、デビュー。モスクワ市警の女性捜査官アナスタシナ・カメンスカヤを主人公とするシリーズはベストセラーとなり、1998年のモスクワ国際ブックフェアでライター・オブ・ザ・イヤーに輝いた。2004年現在、25冊が刊行。フランスをはじめヨーロッパ各国語にも翻訳されている。アジアで日本のほか、韓国や台湾でも翻訳が刊行されている。

## 日本語訳著書
モスクワ市警殺人課分析官アナスタシヤ
- 『盗まれた夢』（訳：吉岡ゆき、作品社、1999年）－原題 Украденный сон (1994) シリーズ3作目
- 『孤独な殺人者』（訳：吉岡ゆき、作品社、2000年）－原題 Убийца поневоле (1995) シリーズ4作目
- 『死刑執行人』（訳：吉岡ゆき、作品社、2002年）－原題 Не мешайте палачу (1996) シリーズ11作目
- 『アウェイゲーム』（訳：貝澤哉、光文社［光文社文庫］、2003年）－原題 Игра на чужом поле (1993) シリーズ2作目
- 『無限の殺意』（訳：佐々洋子、光文社［光文社文庫］、2003年）－原題 Смерть ради смерти (1995) シリーズ5作目
- 『死とほんのすこしの愛』（訳：佐々洋子、光文社［光文社文庫］、2004年）－原題 Смерть и немного любви (1995) シリーズ7作目